# Tresteg för herrar i friidrott vid olympiska sommarspelen 1980
Tresteg för herrar vid olympiska sommarspelen 1980 i Moskva avgjordes 24-25 juli. 

## Medaljörer
| Gren    | Guld                        | Guld    | Silver                         | Silver  | Brons                               | Brons   |
| Tresteg | Jaak Uudmäe · Sovjetunionen | 17,35 m | Viktor Sanejev · Sovjetunionen | 17,24 m | João Carlos de Oliveira · Brasilien | 17,22 m |

## Resultat

### Kval

#### Grupp A
| Placering | Totalt | Idrottare                  | Försök | Försök | Försök | Resultat | Noteringar |
| Placering | Totalt | Idrottare                  | 1      | 2      | 3      | Resultat | Noteringar |
| --------- | ------ | -------------------------- | ------ | ------ | ------ | -------- | ---------- |
| 1         | 1      | Ian Campbell (AUS)         | 17.02  | —      | —      | 17.02 m  |            |
| 2         | 4      | Jaak Uudmäe (URS)          | 16.03  | 16.69  | —      | 16.69 m  |            |
| 3         | 6      | Viktor Sanejev (URS)       | 16.57  | —      | —      | 16.57 m  |            |
| 4         | 10     | Béla Bakosi (HUN)          | 15.99  | 16.45  | 16.22  | 16.45 m  |            |
| 5         | 12     | Atanas Chochev (BUL)       | 16.20  | 16.42  | 16.17  | 16.42 m  |            |
| 6         | 13     | Ramón Cid (ESP)            | 16.20  | X      | 16.04  | 16.20 m  |            |
| 7         | 14     | Mujhid Fahad Khalifa (IRQ) | X      | 15.77  | 15.86  | 15.86 m  |            |
| 8         | 15     | Abdoulaye Diallo (SEN)     | X      | 15.51  | 15.68  | 15.68 m  |            |
| 9         | 17     | Bogger Musaanga (ZAM)      | 14.79  | —      | —      | 14.79 m  |            |
| —         | —      | Olli Pousi (FIN)           | X      | —      | —      | NM       |            |
| —         | —      | Alejandro Herrera (CUB)    | X      | —      | —      | NM       |            |

#### Grupp B
| Placering | Totalt | Idrottare                     | Försök | Försök | Försök | Resultat | Noteringar |
| Placering | Totalt | Idrottare                     | 1      | 2      | 3      | Resultat | Noteringar |
| --------- | ------ | ----------------------------- | ------ | ------ | ------ | -------- | ---------- |
| 1         | 2      | Ken Lorraway (AUS)            | 15.84  | 16.29  | 16.80  | 16.80 m  |            |
| 2         | 3      | Jevgeni Anikin (URS)          | 16.77  | —      | —      | 16.77 m  |            |
| 3         | 5      | João Carlos de Oliveira (BRA) | X      | 16.62  | —      | 16.62 m  |            |
| 4         | 6      | Keith Connor (GBR)            | 16.57  | —      | —      | 16.57 m  |            |
| 5         | 8      | Armando Herrera (CUB)         | 16.26  | X      | 16.49  | 16.49 m  |            |
| 6         | 9      | Milan Spasojević (YUG)        | 16.21  | 16.48  | —      | 16.48 m  |            |
| 7         | 11     | Christian Valetudie (FRA)     | 15.99  | 16.43  | 16.39  | 16.43 m  |            |
| 8         | 16     | Zdzisław Hoffmann (POL)       | X      | 15.35  | 15.28  | 15.35 m  |            |
| 9         | 18     | Henri Dagba (BEN)             | X      | 13.64  | 14.71  | 14.71 m  |            |
| 10        | 19     | Dương Đức Thủy (VIE)          | 14.51  | 14.19  | 14.59  | 14.59 m  |            |
| 11        | 20     | Arthure Agathine (SEY)        | X      | 13.99  | 14.21  | 14.21 m  |            |
| 12        | 21     | Yadessa Kuma (ETH)            | 13.49  | 13.60  | X      | 13.60 m  |            |

### Final
| Placering | Idrottare                     | Försök | Försök | Försök | Försök | Försök | Försök | Resultat | Noteringar |
| Placering | Idrottare                     | 1      | 2      | 3      | 4      | 5      | 6      | Resultat | Noteringar |
| --------- | ----------------------------- | ------ | ------ | ------ | ------ | ------ | ------ | -------- | ---------- |
| 1         | Jaak Uudmäe (URS)             | X      | 16.83  | 17.35  | X      | 17.08  | 17.28  | 17.35 m  |            |
| 2         | Viktor Sanejev (URS)          | 16.85  | 16.53  | 17.04  | X      | 17.07  | 17.24  | 17.24 m  |            |
| 3         | João Carlos de Oliveira (BRA) | 16.96  | X      | 17.22  | X      | X      | X      | 17.22 m  |            |
| 4         | Keith Connor (GBR)            | 16.32  | 16.64  | 16.51  | 16.87  | 14.54  | 16.48  | 16.87 m  |            |
| 5         | Ian Campbell (AUS)            | X      | 16.72  | X      | X      | X      | X      | 16.72 m  |            |
| 6         | Atanas Chochev (BUL)          | 16.12  | 16.55  | X      | X      | —      | 16.56  | 16.56 m  |            |
| 7         | Béla Bakosi (HUN)             | X      | 16.28  | 16.11  | 16.47  | 16.03  | 15.77  | 16.47 m  |            |
| 8         | Ken Lorraway (AUS)            | 16.12  | 16.44  | 16.20  | 16.40  | —      | 15.70  | 16.44 m  |            |
|           |                               |        |        |        |        |        |        |          |            |
| 9         | Jevgeni Anikin (URS)          | 16.12  | 15.75  | X      |        |        |        | 16.12 m  |            |
| 10        | Milan Spasojević (YUG)        | 16.09  | 16.08  | 15.93  |        |        |        | 16.09 m  |            |
| 11        | Armando Herrera (CUB)         | 15.90  | X      | 16.03  |        |        |        | 16.03 m  |            |
| —         | Christian Valetudie (FRA)     | X      | X      | X      |        |        |        | NM       |            |